# Psychotria pavairiensis
Psychotria pavairiensis är en måreväxtart som beskrevs av Seymour Hans Sohmer. Psychotria pavairiensis ingår i släktet Psychotria och familjen måreväxter. Inga underarter finns listade i Catalogue of Life.